# Apparatjik
Apparatjik is een internationale muziekgroep opgericht in 2008. Het is een supergroep bestaande uit de Britse Coldplay-bassist Guy Berryman, de Noorse gitarist/toetsenist Magne Furuholmen van a-ha, de Deense zanger Jonas Bjerre van Mew en Zweedse producent Martin Terefe. De band ontleent haar naam aan het van oorsprong Russische begrip apparatsjik (аппаратчик).

## Ontstaan
De bandleden kwamen voor het eerst bij elkaar in 2008 om het nummer "Ferreting" voor het benefietverzamelalbum "Songs for Survival" op te nemen. Dit nummer is ook gebruikt als themamuziek voor de BBC-serie Amazon. In de periode hierna zijn de bandleden regelmatig bij elkaar gekomen in Furuholmens studio in Noorwegen om nieuw materiaal op te nemen. Begin 2010 trad de band voor het eerst live op, tijdens Club transmediale, een jaarlijks festival in Berlijn. Tijdens optredens staat de band in een opvallende, grote kubus. Tegelijk werd het debuutalbum We Are Here uitgebracht als download. In 2010 trad de band ook op tijdens het Noorse Flø festival en in de Serpentine Gallery te Londen.
In november 2010, Magne Furuholmen revealed the promise for "a few very exciting things with [Apparatjik] in 2011" during a BBC Radio 2 interview.
In november 2011 werd het tweede album Square Peg In A Round Hole uitgegeven als een gratis applicatie voor de iPad. In maart 2012 is dit album op cd uitgebracht.

## Discografie

### Studio-albums
We Are Here
- Uitgebracht 1 februari 2010
- Cd/dvd uitgave: 7 juni 2010
- Heruitgave: 15 juni 2010
- Label: Meta Merge Un Recordings

Square Peg In A Round Hole
- Digitale uitgave: 11 november 2011
- Cd uitgave: 19 maart 2012
- Label: Meta Merge Un Recordings

### Singles
2010:
- "Ferreting" (download)
- "Electric Eye" (download)
- "Antlers" / "Electric Eye" (7 inch vinyl, 1000 kopieën)
- "4 Can Keep A Secret If 3 Of Them Are Dead" (download)
- "Datascroller" (download)

2011:
- "Combat Disco Music" (download)
- "Time Police" (download)
- "Sequential" (download)